# Ziernreith
Ziernreith ist eine Ortschaft und eine Katastralgemeinde der Stadtgemeinde Raabs an der Thaya im Bezirk Waidhofen an der Thaya in Niederösterreich.

## Geografie
Das im Nordwesten des Gemeindegebietes gelegene Dorf befindet sich links über dem Tal der Mährischen Thaya, in die er auch entwässert und wird nördlich und östlich von der Tschechische Republik umgrenzt. Die bei Wilhelmshof abzweigende und in das Dorf führende Landesstraße L8081 endet hier. Am 1. April 2020 umfasste die Ortschaft 20 Adressen.
Zur Katastralgemeinde zählt auch die Rotte Niklasberg mit der Pfarrkirche und die südwestlich liegende Ortslage Baumühle, die die zusammen mit Niklasberg eine Ortschaft bildet.

## Geschichte
Im Jahr 1822 wurde der Ort als Dorf mit 15 Häusern genannt, das nach St. Nikolaiberg eingepfarrt war, wohin auch die Kinder eingeschult wurden. Die Herrschaft Drosendorf besaß die Ortsobrigkeit, übte die Landgerichtsbarkeit aus, besorgte die Konskription und hatte die Grundherrschaft inne.
Laut Adressbuch von Österreich waren im Jahr 1938 in Ziernreith ein Schmied und mehrere Landwirte ansässig. Nach 1850 bildeten die Dörfer Unterpertholz, Ziernreith und Neuriegers gemeinsam mit Niklasberg die ehemalige Gemeinde Unterpertholz, die im Rahmen der Niederösterreichischen Kommunalstrukturverbesserung per 1. Jänner 1971 der Stadtgemeinde Raabs an der Thaya beitrat.

## Siedlungsentwicklung
Zum Jahreswechsel 1979/1980 befanden sich in der Katastralgemeinde Ziernreith insgesamt 23 Bauflächen mit 22.104 m² und 33 Gärten auf 21.779 m², 1989/1990 gab es 24 Bauflächen. 1999/2000 war die Zahl der Bauflächen auf 37 angewachsen und 2009/2010 bestanden 38 Gebäude auf 84 Bauflächen.

## Bodennutzung
Die Katastralgemeinde ist landwirtschaftlich geprägt. 281 Hektar wurden zum Jahreswechsel 1979/1980 landwirtschaftlich genutzt und 130 Hektar waren forstwirtschaftlich geführte Waldflächen. 1999/2000 wurde auf 283 Hektar Landwirtschaft betrieben und 129 Hektar waren als forstwirtschaftlich genutzte Flächen ausgewiesen. Ende 2018 waren 276 Hektar als landwirtschaftliche Flächen genutzt und Forstwirtschaft wurde auf 129 Hektar betrieben. Die durchschnittliche Bodenklimazahl von Ziernreith beträgt 32,9 (Stand 2010).